# Luis Pérez Mínguez
Luis Pérez Mínguez Poch (Madrid, 1950-Madrid, 15 de octubre de 2014) fue un fotógrafo español.

## Biografía
A los quince años sufrió un accidente al saltar al mar y desde entonces padeció una paralización parcial del cuerpo o hemiparesia. Marchó a París para tratar de recuperarse y allí comenzó su iniciación en la técnica fotográfica.
La medida en que este incidente marcó al fotógrafo resulta claramente innegable en su obra ya que muestra de un eterno camino hacia el descubrimiento de la naturaleza y el hombre. El fotógrafo alcanzó el reconocimiento público entre las década de 1970 y de 1980, siendo uno de los artistas más reconocidos de la movida madrileña.
Es hermano del también fotógrafo Pablo Pérez-Mínguez.

## Obra
Su obra presenta una dialéctica donde encontrar relaciones entre el cuerpo humano y la figura, su relación con la naturaleza, la integridad del hombre para con su oficio, etc. y sobre todo las fronteras donde todo ello comienza a desvanecerse, constituyéndose así los verdaderos referentes de su obra creativa.
Luis Pérez Mínguez ha denostado en multitud de ocasiones la técnica fotográfica para reivindicar el valor creativo del medio. Sus obras son ejemplos constantes de alteraciones de las reglas básicas de la composición y el encuadre, pero también de cómo esta alteración puede ser elevada a un mayor grado de intensidad aprovechando la tensión visual que se produce en su contemplación. 
Su fotografía se aleja del valor etnográfico o social de la fotografía documental, que durante años ha estado predominando en el panorama fotográfico mundial. Pérez Mínguez utilizaba la cámara para captar un instante, a veces “provocado” y otras puramente accidental, proponiendo una sólida propuesta vital.
Participó activamente en numerosas actividades e intervenciones artísticas en las galerías Buades, Multitud y Vijande de Madrid. Su serie “El Caballero de la mano en el pecho” pudo verse en ARCO (1983) gracias a la Galería Estampa. Desde España realizaría un salto al panorama internacional con exposiciones en París, Copenhague, Bruselas, Varsovia, Siria y Estados Unidos. 
De forma paralela, llegó el reconocimiento institucional con la incorporación de su obra a la colección fotográfica del Museo Nacional Centro de Arte Reina Sofía en 1991 y la exposición “Cuatro direcciones. Fotografía contemporánea española, 1970-1990” (1992).
La actitud de este autor en búsqueda constante de los límites éticos y estéticos de la fotografía desembocó, a mediados de la década de 1980, en el inicio de su experimentación con la mezcla de pintura y fotografía. Estas inquietudes han tenido su continuación a lo largo de los años hasta llevarle a las puertas del momento donde la incorporación a lo digital de la fotografía parece ser el único camino que espera a los artistas.
En 1984 se realizó una retrospectiva de su obra titulada 20 años aprendiendo a mirar en las salas Pablo Ruiz Picasso de la Biblioteca Nacional. En ella podían contemplarse los diversos planteamientos como foto conceptual, fotografía artística, happening, fotomontaje y otros; mostrando lo cotidiano y plasmando la realidad desde una búsqueda de su identidad.
Los referentes irónicos en su acercamiento hacia el hombre, muy presentes en series como Estranguladitos por amor o Alteza. El Rey Despaldas en el nacimiento del Vístula, denotan nuevamente esa intención de construir una nueva visión de cada uno de los personajes retratados, prolongando en su obra la experiencia vital del autor. Ambas propuestas pudieron ser contempladas en la Sala de Ciudadela, Centro Sa Nostra, Palma de Mallorca (2000).
Parte de su última obra fue expuesta en Madrid, durante el mes de febrero del 2005, gracias al homenaje realizado a la movida madrileña por la XIV Feria de Liberación de Espacios Comerciales hacia el Arte (Flecha 2005). También expuso ese año su última serie fotográfica Alzehimer provisional en la sala Joan Guaita de Palma de Mallorca [2005] y en el Círculo de Bellas Artes con motivo de la Bienal de Arte de la Fundación ONCE [2006]. En 2010 realizó la exposición Los esquizos de Madrid, figuración madrileña de los 70 en el Museo Nacional Centro de Arte Reina Sofía.

## Exposiciones
EXPOSICIONES INDIVIDUALES:
- 1973 - Galería Buades. Madrid
- 1974 - Galería Vandrés. Madrid.

- Galería Amadís. Madrid.
- 1975 - Plaza de la Lealtad. Madrid.

- Galería Buades. “El taller, la pintura y el museo”. Madrid.
- 1977 - Fotocentro. Madrid.
- 1978 - Galería Edurne. Madrid.
- 1981 - Galería Central. Madrid.

- Fernando Vijande. Madrid.
- 1982 - XII Bienal de Arte Contemporáneo. París.
- 1983 - ARCO 83 Galería Estampa. Madrid.
- 1984 - Salas Pablo Ruiz Picasso, Ministerio de Cultura. Madrid.

- Centro cultural de Riahuelas. Segovia.
- 1985 - Galería Ovideo. Madrid.
- 1986 - Centro cultural de Riahuelas. Segovia.
- 1988 - Galería Dicekenca. Varsovia, Polonia.
- 1989 - La Lonja. Palma de Mallorca. Res Nou con Antonio Socías
- 1991 - Espacio Este Oeste. Madrid.
- 1992 - Fundación “La Caixa”. Barcelona.
- 1994 - Entremeses. Galería Elva Benítez, Madrid.
- 1994 - En Torno a lo amoroso, Galería Rayuela, Madrid (pintura).
- 1997 - Consecuencias. Los Castillos de San José de Valderas, Alcorcón, Madrid.
- 1999 - Luis Pérez-Mínguez. La Fábrica. Madrid.

- Instituto Cervantes. Alepo, Siria.
- 2000 - A:A:A. Fundación Sa Nostra. Palma de Mallorca.
- 2001 - Consecuencias. Diputación de Cádiz.

- Auto retrato. ARCO 2001. Madrid.
- A:A:A. Fundación Sa Nostra. Inca. Mallorca.
- A:A:A. C. Cultural Sa Nostra. Menorca. Baleares.
- 2003 - Erase hace 20 años. Centro cultural Riahuelas. Segovia

- Recuerdos. Centro cultural de Fresno de Cantespino.
- A:A:A. C. de Cultura Sa Nostra. Cala Milló. Baleares.
- 2004 - Asignatura Pendiente. Galería Fontanar. Riaza, Segovia. con Antonio Socías.
- 2005 - Alzheimer Provisional. Galería Juan Guaita. Palma de Mallorca.
- 2006 - De Santos Gallery Houston. EEUU.

- No me olvides. Gran Canaria Espacio Digital. Gran Canaria.
- 2008 - Desde el Infinito. Galería Edurne. Madrid.
- 2009 - Galería Edurne Gabinete de Imagen LPM. Madrid.

- Los Esquizos de Madrid. Museo Nacional Centro de Arte Reina Sofía. Madrid.
- 2010 - Galería Cambio de Sentido. En Clave de Sol. Madrid.

- Centro Atlántico de Arte Moderno (CAAN) Res Nou II con Antonio Socías
- Que pasada uff. Galería Rafael Pérez Hernando. Madrid
EXPOSICIONES COLECTIVAS :
- 1973 - Animales Salvajes, Animales Domésticos. Galería Vandres.Madrid.

- La Casa y el Jardín. Galería Amadis. Madrid.
- Propuesta para una temporada “Oda a mi Madre” (montaje). Galería Buades.
- Audiovisual de los Rolling Stones, último concierto de la gira en Amberes – Bélgica.
Galería Buades. Madrid.
- 1974 - Primera Semana de Cine. Galería Buades. Madrid.

- Exhibición Arte Cádiz. Centro de Arte M-11.Sevilla.
- La casa y el jardín. Galería Amadís. Madrid.
- Bienal Arte Cádiz. Opera Prima (cine) Cádiz.
- 1975 - El Taller, la Pintura y el Museo. Galería Buades. Madrid.

- Fotografía Española de Fin de Siglo. Fotocentro. Madrid.
- Arte abierto. Plaza de la lealtad. Exposición canina. Ayuntamiento de Madrid.
- La casa que me gustaría tener. Galería Amadis. Madrid.
- 1976 - Primera Muestra de la Fotografía Española. Galería Multitud. Madrid.
- 1977 - Photographie actuelle en Espagne. Contre Jour-Paris.
- 1978 - La fotografía hoy en España. Centro cultural Juana Mordó. Madrid.

- IX Rencontres Internationales de la Photographie, Arlés, Francia.
- 1979 - Exposición límite. Oficina Nacional de Turismo de Nueva York, EE. UU.

- Cinco Fotógrafos Madrileños. Galería Ynguanzo. Madrid.
- 1981 - Dibujos. Galería Ovidio. Madrid.
- 1982 - Dibujos. Galería Antonio Machado. Madrid.

- Dibujos. Galería Buades. Madrid.
- El Retrato en el Arte (dibujos itinerante). Cajas de Ahorros. Madrid.
- 1983 - Kunsnernes Hus. Oslo, Noruega.

- La Luna. Galería Sen. Madrid.
- Museo Charlottenborg. Copenhague, Dinamarca.
- Fotografía Actual en España. Círculo de Bellas Artes. Madrid.
- 1984 - Madrid, Madrid, Madrid. Centro cultural de la Villa. Madrid.

- Fundación Sara Hilden. Tampere, Finlandia.
- 1985 - Europalia 85. Bruselas. Bélgica.

- Le Parc en el Retiro. Círculo de Bellas Artes. Madrid.
- Video y Fotografía. Art Bassel. Basilea, Suiza.
- Videos. Escuela Nacional de Bellas Artes. Madrid.
- 1986 - Cometel cometa. Galería Ovidio. Madrid.
- 1987 - Papeles. Galería Buades. Madrid.

- Homenaje a Andy Warhol. Círculo de Bellas Artes. Madrid.
- 1988 - Presentación del Video RES-NOU. Galería Rafael Ortiz. Sevilla.
- 1990 - Galería Seiquer. Madrid.
- 1991 - Video, fotografía y performance. Sala de Cultura. Madrid.

El objeto que perturbe su mente. Espacio Este Oeste. Madrid.
- Espacio Pasillo. E.M.E.N.S. Madrid.
- Cambio de Sentido. Instalación O 3 Cosas. Cinco Casas. Ciudad Real.
- 1992 - Video Performance, instalaciones bar Nikkei y espacio Minuesa, con Eva Liberten.

- Al Grano. Ópera en tres partes: Video, instalación. Campo de San Pedro. Segovia. Con
Eva Liberten.
- 1993 - Pabellón de Madrid, Cartuja 93, Sevilla. Con Ciuco Gutiérrez.

- Nueva Lente. Sala de exposiciones del Canal de Isabel II. Madrid.
- Pinceles para África. Sala Exposiciones Comunidad de Madrid.
- Sin título(5). Galería Paralelo 39.Valencia.
- 1994 - Zapatos Usados y Talleres de Artistas. Fundación Pilar y Joan Miro. Palma de Mallorca.

- Polaroids. Masha Prieto. Madrid.
- Colectiva pro niños del Brasil. Pub El Pirata. Madrid.
- Al Olmo. Galería Fontanar. Riaza, Segovia.
- Al Olmo, Al Grano. Campo de San Pedro, Segovia.
- 50 Fotógrafos españoles. Arte Fotográfico, Itinerante.
- Madrid: Años 80.Imágenes de la Movida. Galería Le Monde.
De I´art. París. Itinerante.
- 1995 - El toro Osborne. Salas de la Comunidad de Madrid. Itinerante.

- Learn to read art. Galería Estampa. Madrid.
- La mujer Española. Círculo de Lectores. Madrid. Itinerante.
- 1996 - El museo de bolsillo. Galería La Kabala. Madrid.
- 1997 - El álbum íntimo. Sala de exposiciones del Canal de Isabel II. Madrid. Itinerante.

- Retratos amorosos. ARCO 97.Madrid.
- Feria de Arte de Santander, Galería Fontanar.
- 1998 - Parejas de Hecho. Galería Talismán. Madrid.

- Manu y Xavi. Galería Seiquer. Mes de la Fotografía.
- Al desnudo. Galería Fontanar, X Aniversario. Riaza, Segovia.
- Ciento y… postalicas a Federico García Lorca. Museo Postal y Telegráfico. Madrid.
Itinerante.
- 1999 - La otra fotografía. Itinerante. USA

- Parejas de hecho. Galería Talismán. Madrid.
- 2000 - Mundos diversos. Canal Isabel ll. Madrid.

- Pornografías. Galería Carmen de la Guerra. Madrid.
- Naturalezas vivas. Galería Amador de los Ríos. Madrid.
- 2001 - Autorretratos. C. Cultural F García Lorca. Rivas Madrid.

- Proyecto Focus. Cominidad de Madrid.
- Los 70. Fundación Botín. Santander.
- 1 de 1. Baluarte de Candela. Cádiz.
- 2002 - 25+o-. Museo de las Atarazanas. Valencia.

- Señales. Ciudad Antigua. Cuenca.
- 2003 - Mis novias. Galería Valle Quintana. Madrid.

- Señales. Centro C. Puerta de Toledo. Madrid.
- 2004 - Pequeño formato. Galería Ovidio. Madrid.
- 2005 - La poética de Cuenca. Centro cultural de la Villa. Madrid.

- De Arte. Galería Fontanar.Palacio de Congresos, Madrid.
- Dibujos. Galería Ovideo. Madrid.
- Flecha 2005. Centro C. de Conde Orgaz. Madrid.
- Keith Haring. PhotoEspaña. Fundación ICO. Madrid.
- Duelos y duetos. PhotoEspaña. Galería Ovideo Madrid.
- 2006 - Nueva Lente. Biblioteca Nacional. Madrid.

- Alzheimer Provisional. 1.ª Bienal de Arte Contemporáneo. Fundación ONCE. Círculo de
Bellas Artes. Madrid
- Flecha 2006. Centro C. de Conde Orgaz. Madrid.
- Arco 2006. Galería Luis Adelantado. Madrid.
- 2007 - Obra Social Caja Castilla-La Mancha. Artistas Contra el Cambio Climático.

- El Espejo del Alma. Itinerante. Comunidad de Madrid.
- Buades: Museo del Patio Herreriano. Valladolid.
- La Movida. Comunidad de Madrid.
- 2008 - Cambio de Sentido. La Colección. Madrid.

- 2.ª Bienal de Arte Contemporáneo, Fundación ONCE. Centro El Águila. Madrid.
- Galería Edurne, Colectiva de Verano. Madrid.
- Del Futuro al Pasado. Patio de la Infanta. Zaragoza.
- Arco 2008, Ministerio de Cultura. Madrid.
- 2009 - Galería René Metras. Retratos. Barcelona.

- Galería Edurne. En torno a Beuys. Madrid.
- Los Esquizos de Madrid. Fundación Sunyol. Barcelona
- La Colección. Fundación ONCE. Barcelona.
- 2010 – Los Esquizos de Madrid. Centro Andaluz de Arte Contemporáneo. Sevilla

- Identidades 5. Galería Edurne. El Escorial, Madrid